# 牛熊證
牛熊證（英語：Callable Bull/Bear Contracts，縮寫：CBBC，又稱Turbo）是投資市場上結構性產品的一種，能夠追蹤相關資產的表現，而毋須支付購入實際資產的全數金額，與認股權證相似。可贖回的牛市/熊市合約（簡稱牛熊證）是一種衍生金融工具，為投資者提供相關資產的槓桿投資，可以是單一股票或指數。 牛熊證通常由第三方（主要是投資銀行）發行，而非由證券交易所或資產所有者發行。
牛熊證有牛證（Bull Contract）和熊證（Bear Contract）之分，前者為看好相關資產前景的投資者而設，以資產價值的升勢獲利；後者則為看淡後市表現，以資產價值的跌勢獲利。牛熊證是由第三者（通常是投資銀行或證券商）發行，與證券交易所或相關資產均無任何關連。
與認股證（Warrant）比較，牛熊證的價格較少受到引伸波幅及時間值兩大因素影響，所以牛熊證價格可視為線性，不用計算機也容易計算，但較為受無風險利率影響。此外，牛熊證的另一特色是設有強制收回機制：只要相關資產價格觸及收回價，即使該證還未到期，也會即時被強制收回，投資者因而會損失部份甚至全部投資金額。